# Ramona (film 1936)
Ramona è un film del 1936 in Technicolor diretto da Henry King. È basato sul romanzo Ramona di Helen Hunt Jackson (1884).
È il quarto adattamento del romanzo, dopo tre film omonimi del 1910, del 1916 e del 1928.

## Trama
Nella California meridionale, una giovane orfana, metà indiana e metà scozzese, è allevata in un ranch da una ricca messicana che ha promesso alla sorella, in punto di morte, di curarsi della figlia adottiva. Ma la signora Moreno non ama Ramona perché la disprezza in quanto indiana. Ramona, innamoratasi del pastore Alessandro, lascia il ranch e vive poveramente con il marito da cui ha una figlia. Un giorno il marito viene ucciso. Felipe, il figlio della signora Moreno - che, nel frattempo, è morta - viene a prendere Ramona di cui è da sempre innamorato e la porta a vivere in Messico.

## Produzione
Il film, diretto da Henry King su una sceneggiatura di Lamar Trotti coadiuvato da Stuart Anthony, Paul Hervey Fox, Sonya Levien e Lillian Wurtzel con il soggetto di Helen Hunt Jackson (autrice del romanzo), fu prodotto da Sol M. Wurtzel per la Twentieth Century Fox Film Corporation e girato nel Johnson Canyon a Kanab nello Utah, e nella Mesa Grande Indian Reservation e nel Warner Hot Springs, nella contea di San Diego, in California dall'11 maggio 1936 al 29 giugno 1936.

## Colonna sonora
- Ramona (1927) - musica di Mabel Wayne, parole di L. Wolfe Gilbert, cantata da Del Campo]
- Sunrise Hymn (1936) - musica e parole di William Kernell, cantata da the guests the morning after the fiesta
- Under the Redwood Tree (1936) - musica e parole di William Kernell, cantata da Loretta Young
- How the Rabbit Lost His Tail (1936) - musica e parole di William Kernell, in parte scritta da Don Ameche
- Señorita (1936) - musica e parole di William Kernell
- La Fiesta (1936) - musica e parole di William Kernell

## Distribuzione
Il film fu distribuito negli Stati Uniti dal 25 settembre 1936 al cinema dalla Twentieth Century Fox Film Corporation.
Altre distribuzioni:
- in Finlandia il 25 dicembre 1936 (Ramona)
- in Germania nel 1937 (Ramona)
- in Francia il 22 gennaio 1937 (Ramona)
- in Danimarca l'8 marzo 1937 (Ramona)
- in Portogallo il 17 maggio 1937 (Ramona)
- in Austria (Ramona)
- in Brasile (Ramona)
- in Grecia (Ramona)
- in Italia (Ramona)

## Critica
Secondo Leonard Maltin il film è un "racconto già sentito" che si pregia di "ambientazioni pittoresche".

## Tagline
La tagline è: "In The New Perfected Technicolor".